# زیردریایی یو-۴۴۶
زیردریایی یو-۴۴۶ (به انگلیسی: German submarine U-446) یک زیردریایی بود که طول آن ۶۷٫۱ متر (۲۲۰ فوت ۲ اینچ) بود. این زیردریایی در سال ۱۹۴۲ ساخته شد.